# Вартанян, Сергей Левонович
Сергей Левонович Вартанян — российский палеогеограф, кандидат географических наук (2004). Впервые обнаружил на Острове Врангеля останки карликового мамонта.

## Биография
Сергей Вартанян окончил факультет географии и геоэкологии Ленинградского государственного университета. В 1989 году, будучи сотрудником ЛГУ, впервые приехал на Острове Врангеля, где занялся сбором образцов останков карликовых мамонтов. Сделанный в лаборатории радиоуглеродный анализ останков показал их очень малый возраст — около 8 тысяч лет. В 1991 году Вартанян перешёл на работу в заповедник Остров Врангеля и организовал экспедицию по сбору останков мамонтов. Спустя несколько лет благодаря усовершенствованной технологии радиоуглеродного анализа была установлена самая поздняя из полученных дат — мамонты жили на острове Врангеля примерно 3700 лет назад. В 1993 году Сергей Вартанян с соавторами Вадимом Гаруттом и Андреем Шером опубликовал результаты исследований в журнале Nature. В 2014 году это открытие было названо РИА Новости одним из десяти важнейших открытий российских учёных за 20 лет.
В декабре 2004 года Сергей Вартанян защитил кандидатскую диссертацию «Палеогеография позднего неоплейстоцена и голоцена территории острова Врангеля». В настоящее время работает в Северо-Восточном комплексном научно-исследовательском институте имени Н. А. Шило Дальневосточного отделения РАН в секторе палеографии кайнозоя, ведущий научный сотрудник. Занимается исследованием генома мамонта.

## Сочинения
- Вартанян С. Л., Арсланов Х. А., Тертычная Т. В., Чернов С. Б. Радиоуглеродный возраст голоценовых мамонтов острова Врангеля. // Вековая динамика биогеоценозов, М., 1992. С. 52-53.
- Гарутт В. Е., Аверьянов А. О., Вартанян С. Л. О систематическом положении голоценовой популяции мамонтов Mammuthus primigenius (Blumenbach, 1799) острова Врангеля (северо-восток Сибири). // Доклады РАН, 1993. Т. 132(6). С. 799—801.
- Аверьянов А. О., Вартанян С. Л., Гарутт В. Е. Мелкий мамонт Mammutus Primigenius vrangelinsies, Garutt, Averyanov et Vartanyan 1993 с острова Врангеля (Северо-Восточная Сибирь) // Тр. Зоологического института РАН , 1995 т 263 . С 184—199
- Вартанян С. Л. Палеогеография конца позднего плейстоцена и голоцена острова Врангеля и вымирание мегафауны Западной Берингии. // Тезисы докладов Всероссийского совещания «Главнейшие итоги в изучении четвертичного периода и основные направления исследований в XXI веке», Санкт-Петербург, 1998. С. 91-92.
- Вартанян С. Л. Палеогеография позднего неоплейстоцена и голоцена территории острова Врангеля : диссертация … кандидата географических наук : 25.00.25. — Санкт-Петербург, 2004. — 135 с.
- Вартанян С. Л. Остров Врангеля в конце четвертичного периода: геология и палеогеография. СПб: изд-во Ивана Лимбаха, 2007. — 144 с.
- Вартанян С. Л., Гиря Е. Ю., Данилов Г. К., Слободин С. Б. Археологические местонахождения на Раучуа-Чаунской низменности. Западная Чукотка // VII Диковские чтения. Материалы научно-практической конференции. Магадан: СВКНИИ ДВО РАН, 2012. С. 112—115
- Vartanyan, S. L.; Garutt, V. E.; Sher, A. V. Holocene dwarf mammoths from Wrangel Island in the Siberian Arctic (англ.) // Nature : journal. — 1993. — Vol. 362, no. 6418. — P. 337—349. — doi:10.1038/362337a0.
- Long A., Sher A., Vartanyan S. Holocene Mammoth dates. // Nature, 1994. Vol. 369. P. 364.
- Vartanyan S., Arslanov Kh., Tertychnaya Т., Chernov S. Radiocarbon dating Evidence for Mammoths on Wrangel Island, Arctic Ocean, until 2000 ВС. // Radiocarbon, 1995. Vol. 37(1). P. 1-6.
- S. Vartanyan & V. Piturko. Landscapes, animals and humans of the Sieberian Arctic: the past 30,000 Years. // Abstracts of the 2nd International Mammoth Conference, Rotterdam, 1999. P. 73-74.
- J. Karhu & S. Vartanyan. Paleoclimatic change at the Pleistocene-Holocene transition, Wrangel Island, Eastern Siberia: evidence from oxigen isotopes in mammoth teeth. // Abstracts of the 2nd International Mammoth Conference, Rotterdam, 1999. P. 28.
- A. Tikhonov, S. Vartanyan & U. Joger. Woolly rhinoceros (Coelodonta antiquitatis) from Wrangel Island. // Kaupia, 1999. Vol. 9, p. 187—192.
- A. V. Lozhkin, P. M. Anderson, S. L. Vartanyan, T. A. Brown, B. V. Belaya & A. N. Kotov A. Late Quaternary paleoenvironments and modern pollen data from Wrangel Island (Northern Chukotka). // Quaternary Science Reviews, 2001. Vol. 20. P. 217—233.
- Gualtieri L., Vartanyan S., Brigham-Grette J. & Anderson P. Pleistocene raised marine deposits on Wrangel Island, Northern Siberia and implications for the presence of a East Siberian Ice Sheet. // Quaternary Research, 2003. Vol. 59. P. 399—410.
- Fox D., Fisher D., Vartanyan S. Tusk growth increment and stable isotope profiles of late Pleistocene and Holocene Mammuthus primigenius from Siberia and Wrangel Island. // Occasional Papers in Earth Sciences No. 5,2003. P. 37-38.